# With the Enemy's Help
With the Enemy's Help er en amerikansk stumfilm fra 1912 af Wilfred Lucas.

## Medvirkende
- Charles West.
- Blanche Sweet.
- Mary Pickford som Faro Kate.
- Charles Hill Mailes.
- Edna Foster.